# Scopoides bryantae
Espèce
Synonymes
- Scopodes bryantae Platnick & Shadab, 1976

Scopoides bryantae est une espèce d'araignées aranéomorphes de la famille des Gnaphosidae.

## Distribution
Cette espèce se rencontre aux États-Unis en Arizona et au Mexique au Sonora,,.

## Description
Les mâles mesurent de 3,38 à 4,39 mm et les femelles 5,24 mm en moyenne. 

## Étymologie
Cette espèce est nommée en l'honneur d'Elizabeth Bangs Bryant.

## Publication originale
- Chamberlin, 1924 : The spider fauna of the shores and islands of the Gulf of California. Proceedings of the California Academy of Sciences, sér. 4, vol. 12, p. 561-694 (texte intégral).